# Adolf-Wenz-Siedlung
Die Adolf-Wenz-Siedlung ist eine Siedlung in der Gemeinde Pullach im Isartal im oberbayerischen Landkreis München.

## Lage
Die Siedlung liegt im Norden des Pullacher Gemeindeteils Großhesselohe auf einer Höhe von 530 m ü. NHN zwischen dem Isar-Werkkanal im Osten und dem Hang des Isarhochufers im Westen. Nach Süden reicht die Siedlung etwa bis zur Großhesseloher Brücke, nach Norden bis zur Stadtgrenze Münchens.
Mit dem Auto ist die Siedlung nur über die Conwentzstraße von Hinterbrühl im Münchner Stadtteil Thalkirchen aus zu erreichen. Eine am Höllerer Berg neben der Großhesseloher Brücke den Isarhang hinaufführende steile Straße mit 17 % Steigung ist für PKW und Motorräder gesperrt.

## Name

Straßenschild der Adolf-Wenz-Straße mit Erläuterung zum Namen

Namensgeber für die Siedlung ist der Ingenieur und Unternehmer Adolf Wenz (1840–1927), der unterhalb der Großhesseloher Brücke eine Klinkersteinfabrik betrieb und 1919 zum Ehrenbürger von Pullach ernannt wurde.

## Geschichte
Zum Bau der Großhesseloher Brücke wurde am Fuß des Isarhangs 1852 eine Klinkersteinfabrik errichtet, in der die Ziegel für die Brückenpfeiler und Tonplatten für Fußwege in München gebrannt wurden. 1873 übernahm Wenz die Fabrik, 1914 wurde sie geschlossen.
In der Nähe der Fabrik wurden Unterkünfte für die Arbeiter errichtet. Mit der Zeit kamen weitere Häuser hinzu.
1978 wurde ein Bebauungsplan für die gesamte Siedlung erstellt, der nach mehreren Änderungen im April 1989 durch den Pullacher Gemeinderat beschlossen wurde und im September dieses Jahres in Kraft trat.

## Beschreibung
Die Siedlung ist etwa 300 Meter lang und etwa 130 Meter breit und hat eine Fläche von etwa 4 Hektar. Sie besteht überwiegend aus ein- bis zweigeschossigen Häusern mit Satteldach, die von großen Gärten umgeben sind.
Im Westen und Süden ist die Siedlung von der Straße An der Isar umgeben, die die Fortsetzung der Conwentzstraße auf Pullacher Gemeindegebiet bildet. Von dieser Straße aus führt die Adolf-Wenz-Straße als Stichstraße etwa nach Osten bis in die Mitte der Siedlung, wo sie sich nach Norden und Süden verzweigt. Entlang der Ostseite der Siedlung erstreckt sich eine etwa 30 Meter breite baumbestandene Grünfläche bis zum Isar-Werkkanal, entlang dem ein Fußweg verläuft.
Nahe der Einmündung der Adolf-Wenz-Straße in die Straße An der Isar entspringt der Wenzbach, der durch die Siedlung hindurch nach Norden über die Stadtgrenze nach München fließt.

Adolf-Wenz-Str. 22
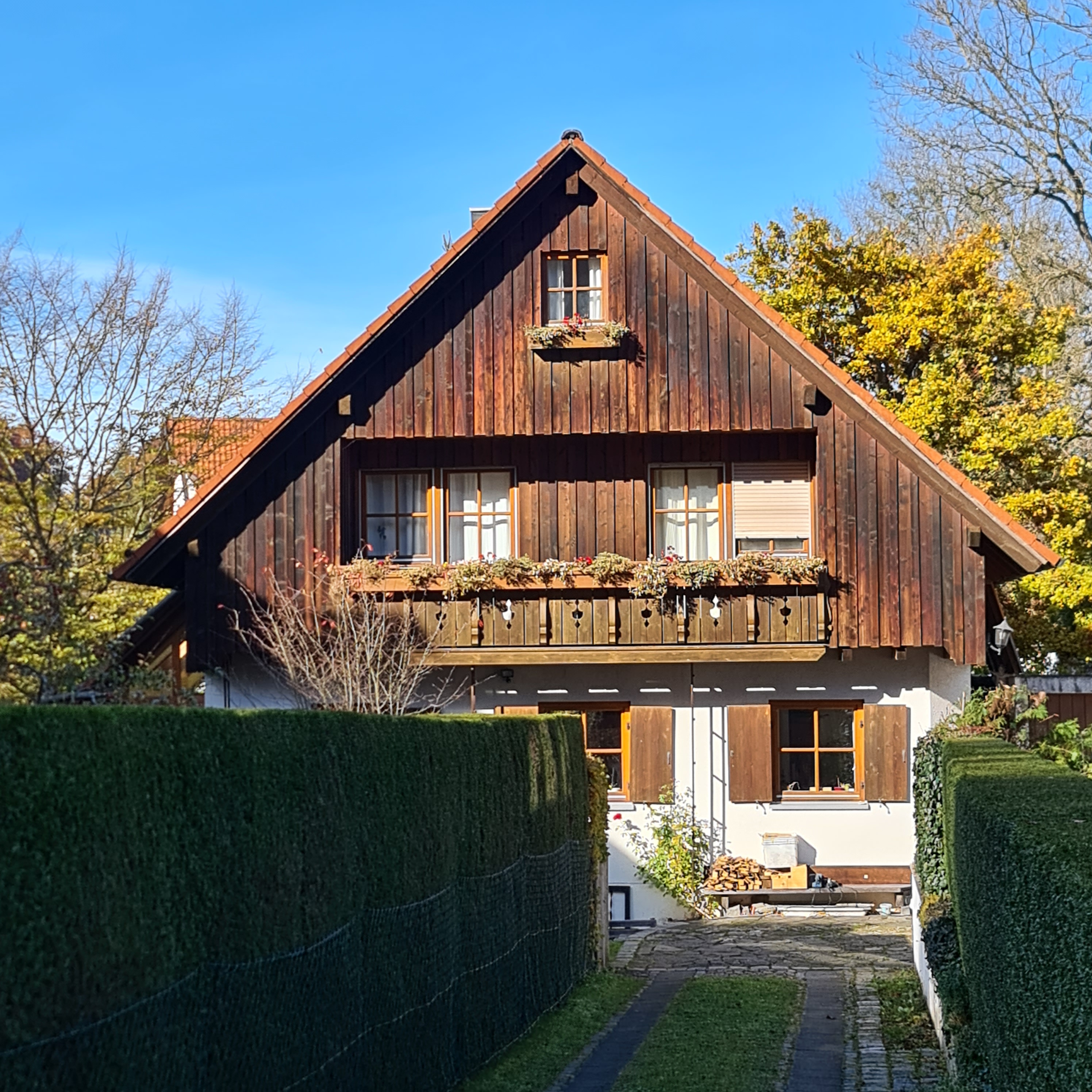
An der Isar 2a
An der Isar 13
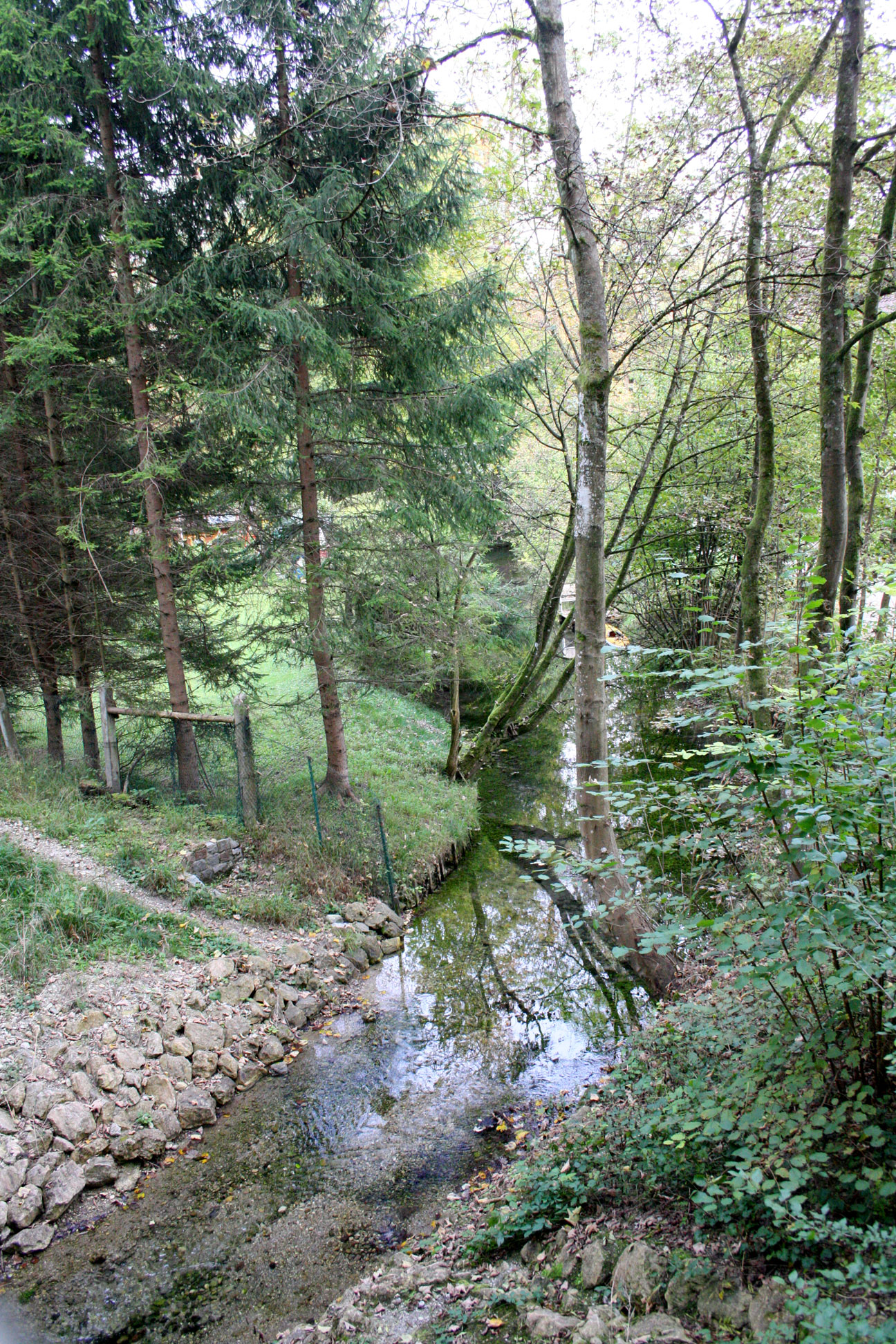
Wenzbach